# بئر السبع
بِئرِ السِبْع من أكبر وأقدم مدن فلسطين التاريخية، إحتلتها إسرائيل في حرب 1948 تقع على بعد 71 كم جنوب غرب القدس. وهي أكبر مدينة في النقب وثاني أكبر مدينة في المنطقة الجنوبية في إسرائيل، ولذلك تُلقّب بـ «عاصمة النقب». وتعتبر المدينة، المركز الإداري والتجاري لهذه المنطقة التي تمتد جنوبا حتى مدينة إيلات. تعد ثامن أكبر مدينة إسرائيلية من حيث عدد السكان. وهي ثاني أكبر مدينة من حيث المساحة في إسرائيل حيث تبلغ مساحتها 117،500 دونم، وبلغ عدد سكانها 214,162 نسمة في ديسمبر 2022 (حسب معلومات دائرة الإحصائيات الإسرائيلية). الأغلبية الساحقة من سكان المدينة هم من اليهود، بعد تهجير معظم سكانها العرب في حرب 1948، غير أن العديد من سكان القرى البدوية المجاورة يمرون فيها كل يوم إذ كانت مركزا إقليميا لهم. أعلنت منظمة يونسكو أطلال مدينة بئر السبع القديمة، التي عثر عليها في حفريات أثرية شمالي شرقي المدينة، موقعا للتراث العالمي في 2005.
من أهمّ المؤسسات في مدينة بئر السبع: جامعة بن غوريون في النقب، ومستشفى سوروكا، وديوان القضاء في لواء الجنوب، ومقرّ قيادة شرطة المنطقة الجنوبية، والقيادة الجنوبية في الجيش الإسرائيلي. يقع ضمن منطقة نفوذ بلدية بئر السبع حوالي 38 بالمائة من العدد الإجمالي للقرى البدوية غير المعترف بها، بما في ذلك حوالي ربع سكان بدو الشتات.

## تاريخ المدينة

### بئر السبع فيالكتاب المقدس
"لِذَلِكَ دَعَا ذَلِكَ الْمَكَانَ بِئْرَ سَبْعٍ، لأَنَّهُمَا حَلَفَا هُنَاكَ كِلاَهُمَا" (سفر التكوين، 21: 31).
"وَفِي ذَلِكَ الْيَوْمِ أَتَى عَبِيدُ إِسْحَاقَ وَأَخْبَرُوهُ عَنِ الْبِئْرِ الَّتِي حَفَرُوهَا، وَقَالُوا لَهُ: وَجَدْنَا مَاءً. فَدَعَاهَا سَبْعَةً. لِذَلِكَ اسْمُ الْمَدِينَةِ بِئْرُ سَبْعٍ إِلَى هذَا الْيَوْمِ" (سفر التكوين، 26: 32-33).
يرد أصل اسم "بئر سبع" في الكتاب المقدس في روايتين مختلفتين: في سفر التكوين، الإصحاح الحادي والعشرون، تُروى قصة عن أن إبراهيم قدّم سبع نعاج لأبيمالك ملك جرار مقابل بئر حفرها في المنطقة، ثم عقد معه ميثاقًا حلفا فيه الاثنان، ولذلك دعا إبراهيم المكان "بئر سبع". أما في الإصحاح السادس والعشرين من نفس السفر، فيُروى أن أبيمالك اقترح على إسحاق أن يعقد معه ميثاقًا، وبعد ذلك أبلغ عبيد إسحاق سيدهم بأنهم وجدوا ماءً في بئر حفروها في المنطقة. وقد سمّى إسحاق هذه البئر "سبعة"، ويُذكر أن "لذلك دُعيت المدينة بئر سبع إلى هذا اليوم". بالإضافة إلى سفر التكوين، تُذكر بئر سبع أيضًا في سفر يشوع كواحدة من المدن المركزية التابعة لسبط شمعون.

### بئر السبع في العصور القديمة
يعود أول استيطان بشري في بئر السبع إلى العصر النحاسي في الألف الرابع قبل الميلاد، حيث وُجدت ثلاث مستوطنات على ضفاف وادي بئر السبع، تُعرف باسم خربة صفدي، بير أبو مطر، وخربة بَتَر. لم يُعثر على دلائل أثرية لاستيطان في سهل بئر السبع في العصر البرونزي، إلا أن الكتاب المقدس يذكر أن إبراهيم وإسحاق أقاما هناك.
في العصر الحديدي، وُجدت مستوطنتان في المنطقة: تل بئر السبع، الذي كان مقرًا للإدارة والحكم، و"بئر السبع" التي امتدت على مساحة تقارب 30 دونمًا في المنطقة الواقعة بين السوق البدوي، والضفة الشمالية لوادي بئر السبع. وقد كُشفت في الموقع بقايا أثرية تعود للقرن الثامن قبل الميلاد، منها تماثيل صغيرة للإلهة الكنعانية عشتروت، ومصابيح فخارية، وجرار تخزين. في سفر يشوع، تُذكر بئر السبع كواحدة من مدن سبط شمعون، ومنذ ذلك الحين تردُ مرارًا في الكتاب المقدس كمدينة جنوبية مهمة في مملكة إسرائيل، في العبارة الشهيرة "من دان إلى بئر سبع". وبفضل ارتباط المدينة بالآباء الثلاثة: إبراهيم، إسحاق ويعقوب، تُعرف بئر السبع عند اليهود باسم "مدينة الآباء".

### من العصر الروماني حتى بداية العصر الإسلامي
في العصر الهيرودياني وُجدت في بئر السبع مستوطنة صغيرة، أُقيم فوقها في منتصف القرن الثالث معسكر جيش كبير. وقد كُشفت في حي الرُّقَيقات شمال المدينة بقايا استيطان يهودي يعود إلى القرن الأول للميلاد.
وُصفت بئر السبع في كتابات أوسابيوس من قيصرية، والقديس جيروم في القرن الرابع، بأنّها بلدة فيها حامية رومانية. كما ذُكرت المدينة في خارطة مادبا. وخلال العصر البيزنطي في فلسطين، بُنيت حول المعسكر الروماني ما لا يقل عن ست كنائس، ظل بعضها قيد الاستخدام حتى العصر الأموي. خلال العهدين الروماني والبيزنطي، تطوّرت المدينة بشكل ملحوظ، وتحوَّلت مناطق الدفن في أطرافها إلى مناطق سكنية. وبلغت المدينة ذُرْوَتَها في الاتساع خلال القرن السادس الميلادي.
أما في بداية العهد الإسلامي في فلسطين، فقد استُخدم بعض المباني البيزنطية، لكن المدينة شهدت تراجعًا تدريجيًا تجلّى في هدم المباني العامة وتحويلها إلى مصدر للمواد الإنشائية. وفي النصف الثاني من القرن الثامن، هُجرت المدينة بالكامل.

### في الحقبة العثمانية
تم تجديد الاستيطان في بئر السبع على يد السلطات العثمانية في نحو عام 1900، بهدف تعزيز سيطرتها على أطراف الإمبراطورية، وفي محاولة لتحويل البدو إلى سكان مستقرين. تُعد بئر السبع المدينة الوحيدة التي خُطِّط لها وأُقيمت من قبل الدولة العثمانية خلال أربعمائة عام من حكمها لفلسطين. وقد اختير موقع المدينة عند حدود ثلاثة من أكبر العشائر البدوية في النقب: العزازمة، الزُربة والمحمدين. كما أن وجود المياه الجوفية القريبة من السطح ساعد على سهولة توفير المياه للسكان.
في عام 1901 أُنشئ مبنى السرايا، وفي عام 1906 أُعلن رسميًا عن بئر السبع كمدينة، وتم افتتاح المسجد الكبير. كان معظم سكانها من العرب القادمين من منطقتي الخليل وغزة، مع أقلية بدوية. بلغ عدد سكانها في ذروتها نحو 1000 نسمة، جميعهم تقريبًا من المسلمين، مع قلة من المسيحيين وعدد قليل من اليهود.
أثناء الحرب العالمية الأولى أصبحت المدينة مركزًا لوجستيًا وعسكريًا هامًا، وتضاعف عدد سكانها أربع مرات، وأُقيم بالقرب منها أول مطار في فلسطين. وفي 30 أكتوبر 1915، وبعد تسعة أشهر من البناء، تم تدشين محطة القطار التي ربطت المدينة عبر "الخط الشرقي" بمدينة اللد، ولاحقًا بالخط الحجازي.

### في عهدالانتداب البريطاني
في 31 أكتوبر 1917، احتلت القوات البريطانية بقيادة الجنرال أللنبي المدينة في معركة بئر السبع. خلال فترة الانتداب، كانت بئر السبع مدينة عربية، وحتى عام 1936 كانت تضم بعض العائلات اليهودية.
وفقًا لتعداد السكان عام 1922، بلغ عدد سكانها 2,356 نسمة، منهم 235 مسيحيًا، 98 يهوديًا و11 درزيًا. أما في تعداد 1931 فكان عدد سكانها 2,919، منهم 2,751 مسلمًا، 152 مسيحيًا، 11 يهوديًا و5 بهائيين، وكان فيها 545 منزلًا. ووفقًا لمسح القرى عام 1945، بلغ عدد سكانها حوالي 5,570 نسمة.
عيّنت السلطات البريطانية الشيخ فريح أبو مدين، شيخ عشيرة الحناجرة، رئيسًا للبلدية، وهو أحد الشخصيات المؤثرة في المنطقة، وكان قد عمل كدليل للقوات البريطانية خلال الحرب العالمية الأولى، وكان من القلائل من البدو الذين سكنوا في المدينة.
استمر البريطانيون بتطوير المدينة وفقًا لمخططات عمرانية، أبرزها خطة المهندس هنري كندال عام 1937، والتي استندت إلى المخطط التركي الأصلي للمدينة.

### في عهددولة إسرائيل
وفقًا لخطة التقسيم التي أقرّتها الأمم المتحدة في 29 نوفمبر 1947، كان من المفترض أن تكون بئر السبع ضمن الدولة العربية. لكن خلال عملية موشيه، كجزء من عملية يوآف، استولت قوات الجيش الإسرائيلي على المدينة ظهر يوم 21 أكتوبر 1948. فرّ معظم سكان المدينة العرب نحو الشرق باتجاه جبال الخليل، وبعد أيام من الاحتلال تم طرد وتهجير من تبقّى من السكان العرب الفلسطينيين إلى قطاع غزة.
عُيّن ميخائيل هنغبي حاكمًا عسكريًا للمدينة. بعد الاحتلال مباشرة، تم تسليم المدينة لشركة "أفيكيم با-نيغِف" لتطويرها، وأُديرت المدينة بشكل مشترك بينها وبين الحاكم العسكري، وبدأ إسكان الجنود اليهود المسرحين والمهاجرين الجدد من اليهود في منازل السكان العرب الذين هجروها، مع الحرص على اختيار سكان يمكنهم العمل وكسب رزقهم.
بعد خلاف بين السكان والشركة، تم حلّ الشركة، وفي 26 فبراير 1950، عُقد أول اجتماع للجنة البلدية برئاسة دافيد طوبياهو.
في 31 ديسمبر 1950، أُقيم حفل تدشين المدينة الجديدة بحضور وزيرة العمل غولدا مائير. تم استبدال خطة كندال العمرانية عام 1952 بخطة المهندس آريه شارون، التي تم بموجبها بناء الأحياء الجديدة في الخمسينيات والستينيات، بحيث يدور كل حي حول مركز تجاري محلي.
وقد بُنيت هذه الأحياء أساسًا شمال المدينة العثمانية-البريطانية، واستوعبت أعدادًا كبيرة من المهاجرين اليهود. استندت خطة المدينة إلى مفهوم "المدينة-الحديقة" ذات البيوت المنفصلة المتباعدة، لكن تبيّن لاحقًا أن هذه الخطة غير مناسبة للبيئة والمناخ المحلي، فتم تكثيف البناء في الأحياء الجديدة.
في عام 1960 افتُتح مستشفى سوروكا، وفي عام 1970 تمّ تأسيس جامعة النقب، التي سُمّيت لاحقًا جامعة بن غوريون في النقب.
وفي التسعينيات، ومع موجة الهجرة اليهودية المتنامية من دول الاتحاد السوفياتي السابق، شهدت المدينة طفرة عمرانيَّة وسُكَّانيَّة كبيرة، تضاعف خلالها تقريبًا حجمها وعددُ سكّانها.
خلال عملية الرصاص المصبوب في ديسمبر 2008، سُجل لأول مرة إطلاق صواريخ غراد من قطاع غزة باتجاه المدينة، وتكرَّر القصف في أحداث لاحقة، مثل الهجوم الذي وقع في جنوب إسرائيل، وعمليات عامود السحاب، الجُرف الصّامد، وحارس الأسوار.
في أكتوبر 2015، وقّع رئيس البلدية روبيك دنيلوفيتش اتفاقية مع الحكومة الإسرائيلية لبناء المزيد من الوحدات السكنية في إطار "اتفاقية السقف". ووفقًا للاتفاقية، تم تسويق نحو 20,000 وحدة سكنية خلال خمس سنوات، معظمها ضمن مشروع "السعر للساكن"، مع تخصيص نحو 1.5 مليار شيكل لمشاريع تطوير المدينة.
وفي عام 2021، تمّت المصادقة على خطة هيكلية لبناء 34,000 وحدة سكنية جديدة، مما سيزيد عدد سكان المدينة ليصل إلى نحو 400,000 نسمة.

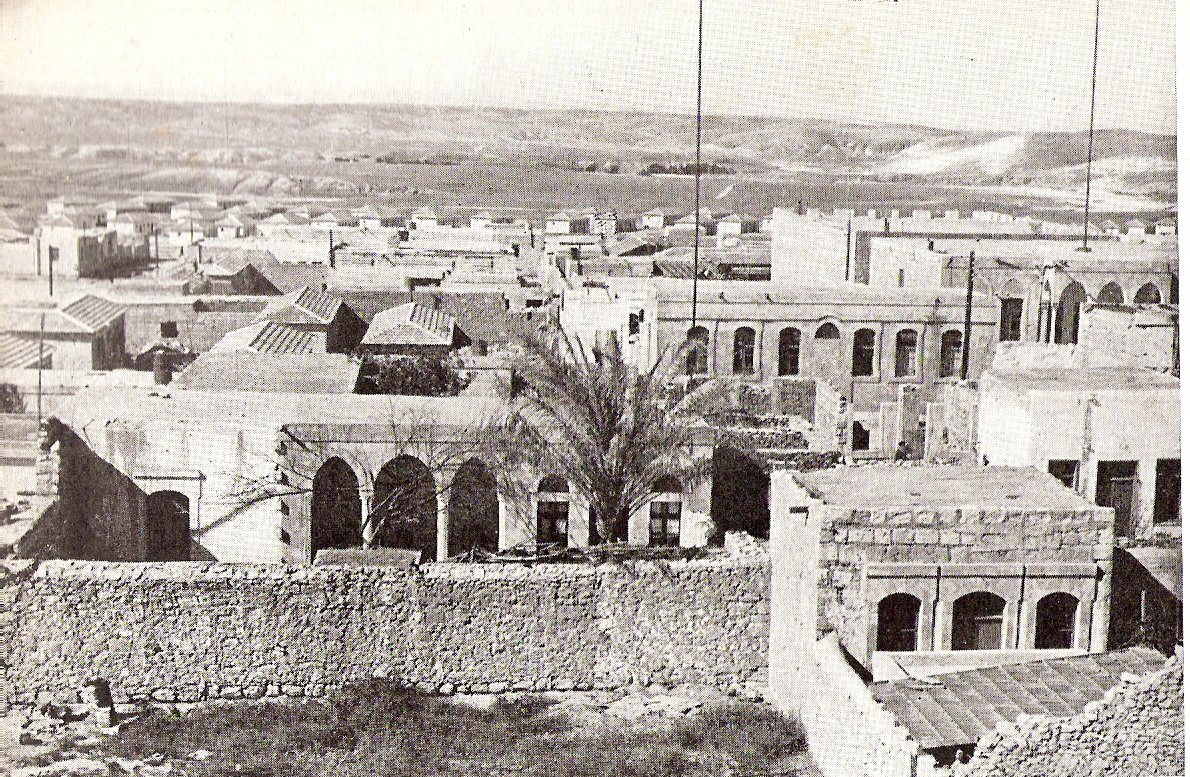
منظر في مدينة بئر السبع عام 1950

سكان بئر السبع الأصليين هم من القبائل البدوية وقد هجروا إلى مخيمات اللجوء في البدء فقد هجروا إلى مدينة أريحا ومن ثم إلى الأردن، أغلبية سكان بئر السبع الأصليين متواجدين في الأردن. ويوجد البعض منهم لاجئين في مدينة غزة. فرض التجنيد الأجباري في الجيش الإسرائيلي على من تبقى من أهلها ومن بقي حولها من بدو النقب. يذكر اسم «بئر السبع» في سفر التكوين (أصحاح 21) كبئر حفرها إبراهيم: 
| بئر السبع | وَغَرَسَ إِبْرَاهِيمُ أَثْلاً فِي بِئْرِ سَبْعٍ، وَدَعَا هُنَاكَ بِاسْمِ الرَّبِّ الإِلهِ السَّرْمَدِيِّ" (التكوين 21:33) | بئر السبع |

يذكر الموقع ثانية في سفر يشوع كأحد المواقع التي حصل عليها سبط شمعون، وذلك في أصحاح 19.
في أيام الإمبراطورية البيزنطية صار الموقع مدينة تظهر في خريطة مادبا التي عثر عليها في مدينة مادبا الأردنية.
في أيام الدولة الإسلامية ما قبل 1900 كانت المدينة مهجورة، أما في هذا العام فقررت السلطات العثمانية إعادة بنائها باستعانة مهندسين ألمانيين.

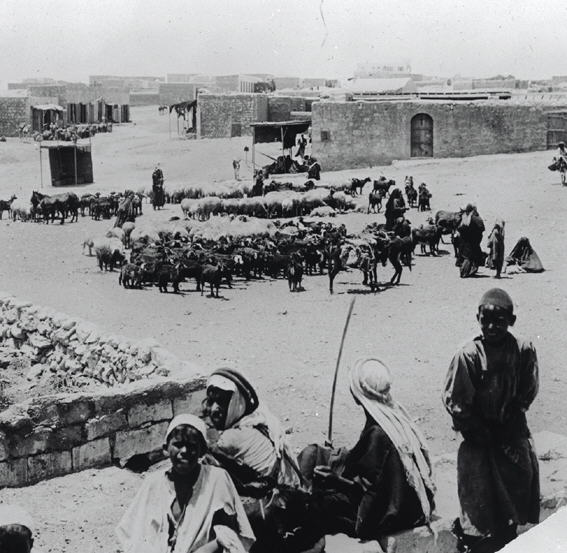
بئر السبع عام 1901

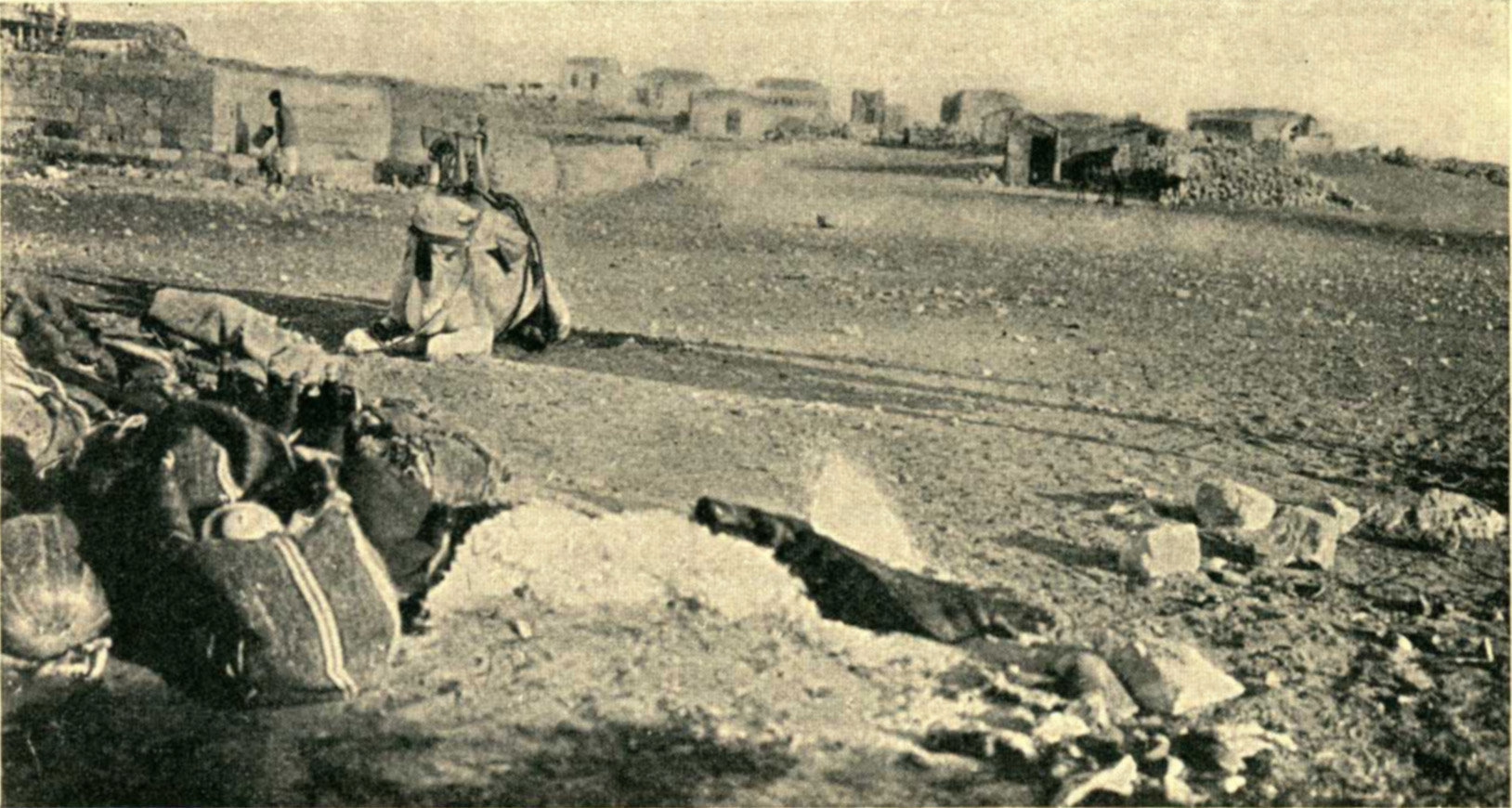
بئر السبع من الجنوب عام 1902

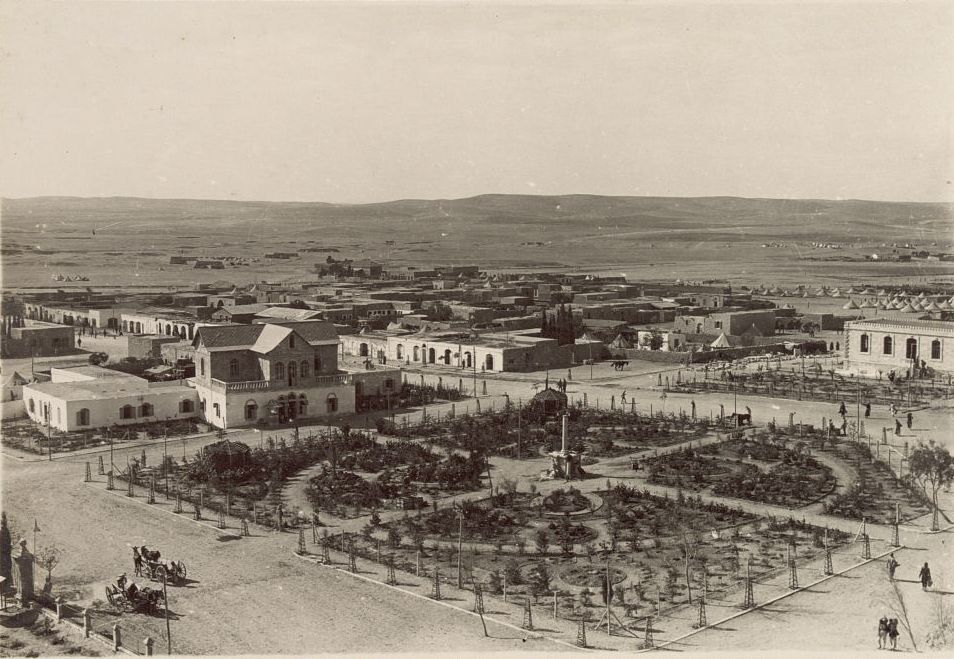
بئر السبع، 1917

بعد تدشين المدينة المجددة، سكنها 1000 نسمة، أغلبيتم من المسلمين. خلال الحرب العالمية الأولى، في 31 أكتوبر 1917، احتلت القوات البريطانية المدينة. في أيام الانتداب البريطاني على فلسطين بلغ عدد سكانها 3000 نسمة، أغلبيتهم من العرب.

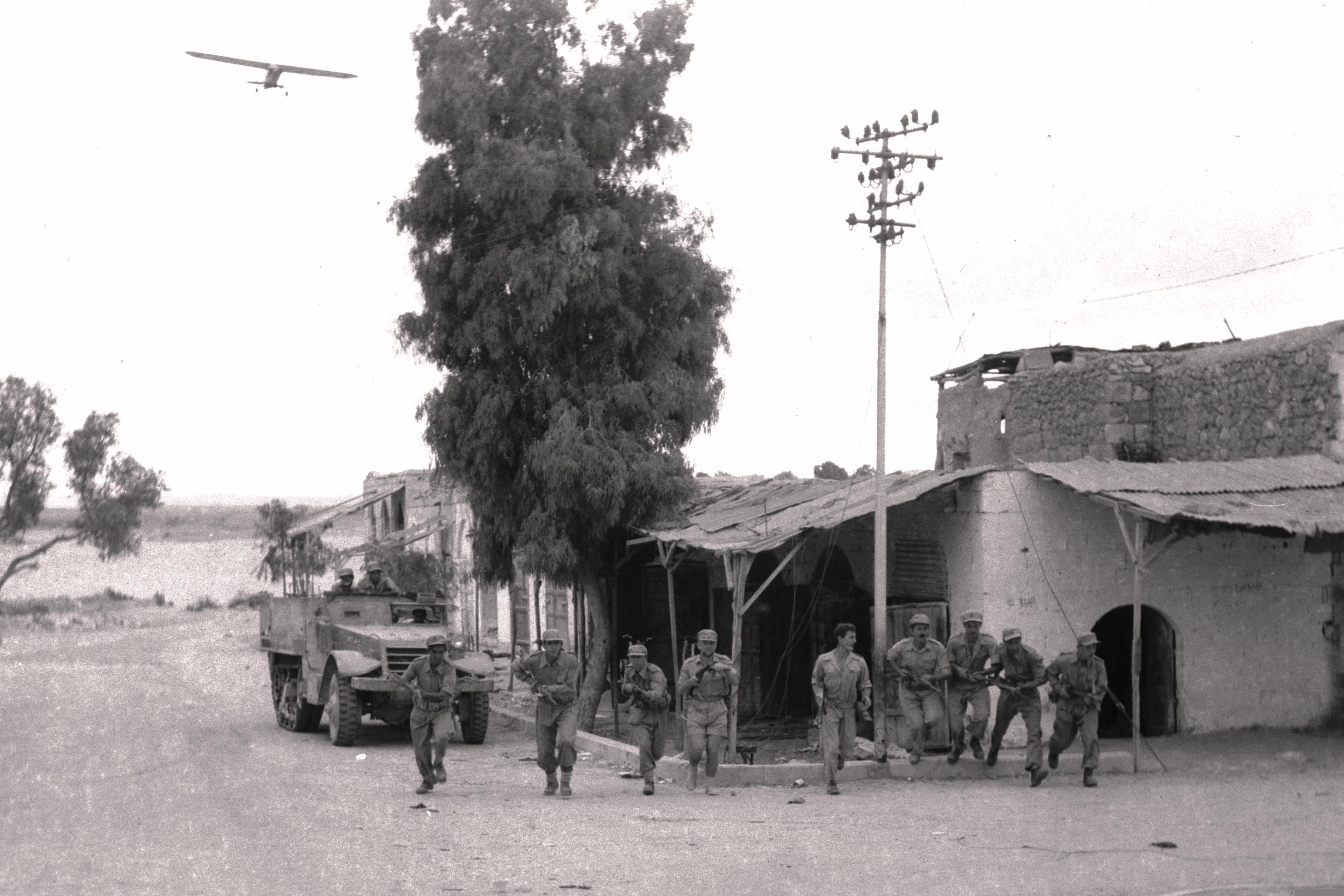
جنود إسرائيليون في بئر السبع بعد احتلالها في 20 أكتوبر 1948

في خطة تقسيم فلسطين التي أقرتها الأمم المتحدة في 29 نوفمبر 1947 وقعت بئر السبع على الحدود بين الدولتين العربية واليهودية من جانبه العربي. خلال حرب 1948، في 20 أكتوبر 1948، احتلت قوات الجيش الإسرائيلي المدينة بما يسمى «عملية يوآف»، وهجر المدينة معظم سكانها العرب إثر هذه العملية. في الخمسينيات بدأت إسرائيل توسيع المدينة حيث أصبحت مركزاً إقليمياً. في 1960 أقيم فيها مستشفى سوروكا، وفي 1970 أقيمت جامعة بئر السبع التي تسمى اليوم «جامعة بن غوريون في النقب». وقد زار المدينة الرئيس المصري أنور السادات عام 1979 بعد التوقيع على معاهدة السلام الإسرائيلية المصرية.

### أحداث أمنية
في أواخر عام 2008 وبدايات عام 2009، تمكنت كتائب الشهيد عز الدين القسام الذراع العسكري لحركة حماس خلال حرب الفرقان من قصف مدينة بئر السبع بصواريخ جراد ما اعتبر وقتها مفاجأة كبري لإسرائيل.

## معالم المدينة

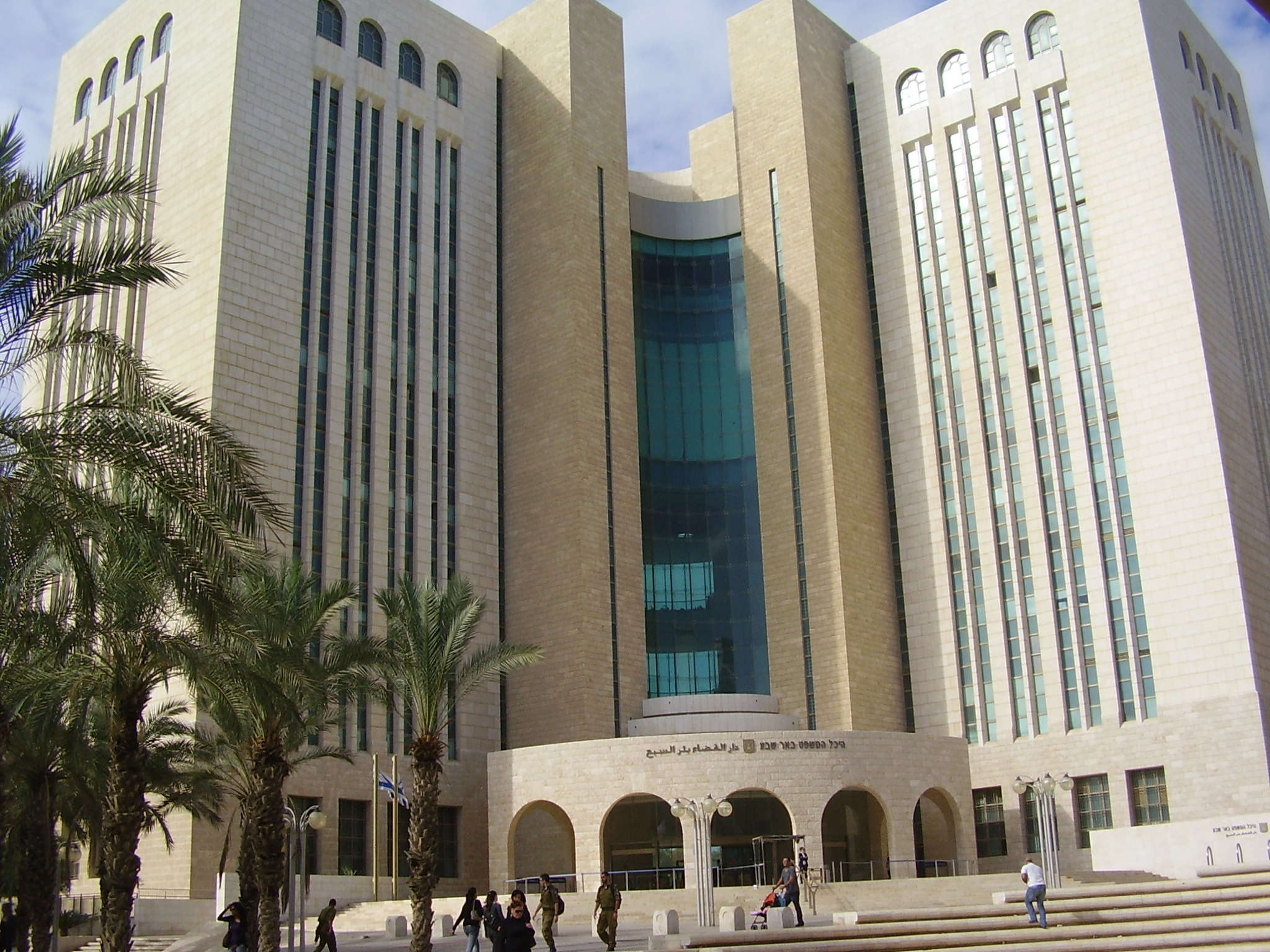
محكمة

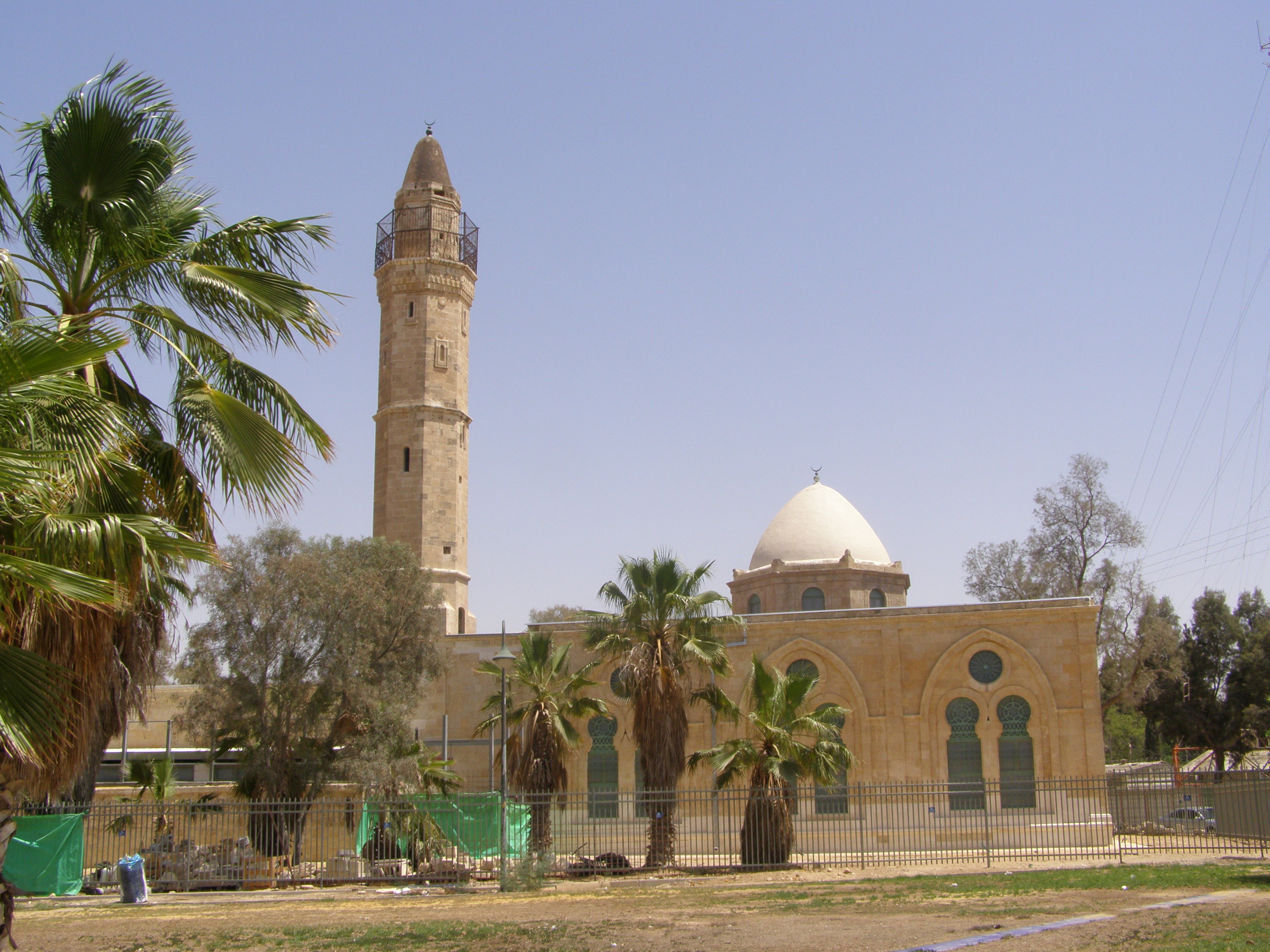
مسجد بئر السبع الكبير

- تل بئر السبع (أو باسمه البديل: تل أبو محفوظ) - أطلال المدينة القديمة
- بئر إبراهيم
- السوق البدوي - السوق الذي يستخدمه سكان القرى البدوية المجاورة
- المسجد الكبير - بناه العثمانيون في 1906 وكان مصلى حتى 1948. في 1953 بدأ استخدامه متحفا لتأريخ المدينة. تم إغلاق المبنى مؤخرا خشية من انهياره.
- السرايا - دار الحاكم العثماني
- محطة القطار العثمانية
- المقبرة العسكرية البريطانية - قبور الجنود البريطانيين
- مسرح بئر السبع - أقيم في 1973 وفيه فرقة من الممثلين وفرقة موسيقية.
- جامعة بن غوريون في النقب (جامعة بئر السبع سابقا)
- مستشفى سوروكا

## الجغرافيا

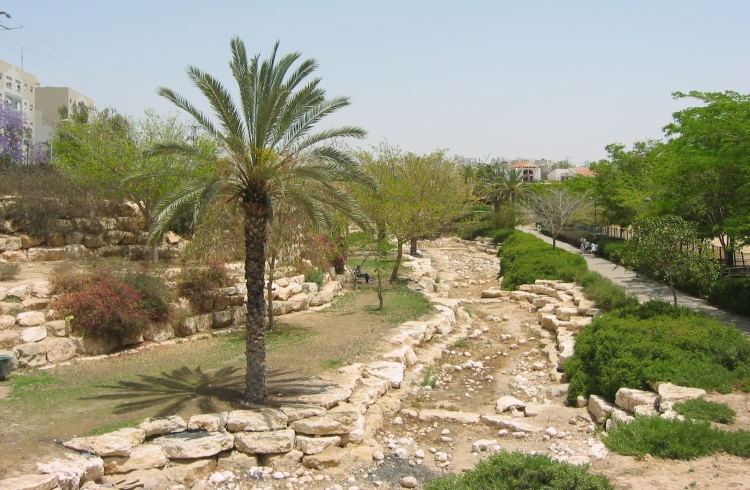
مجرى النهر الجاف في حديقة ناحال عشان الإسرائيلية

تقع بئر السبع على الحافة الشمالية لصحراء النقب على بعد 115 كيلومترًا (71 ميلًا) جنوب شرق تل أبيب - يافا و120 كيلومترًا (75 ميلًا) جنوب غرب القدس المحتلة. تقع المدينة على الطريق الرئيسي من وسط وشمال البلاد إلى إيلات في أقصى الجنوب. كان وادي بئر السبع مأهولًا بالسكان منذ آلاف السنين، حيث يتوفر به الماء، الذي يتدفق من تلال الخليل في الشتاء ويتم تخزينه تحت الأرض بكميات هائلة. النهر الرئيسي في بئر السبع هو وادي بئر السبع، وهو نهر يتدفق على مدار العام ويفيض أحيانًا في الشتاء. يعد نهرا كوفشيم وقطيف من الأودية المهمة الأخرى التي تمر عبر المدينة. تحيط ببئر السبع العديد من البلدات الساتلية، بما في ذلك عومر وليهافيم وميتار، والبلدات البدوية رهط وتل السبع ولقية. إلى الشمال الغربي من المدينة (بالقرب من حي راموت) تقع منطقة تسمى تلال جورال (بالعبرية: גבעות גורל وتعني حرفيًا: تلال القدر)، وتضم المنطقة تلالًا يصل ارتفاعها إلى 500 متر (1600 قدم) فوق مستوى سطح البحر، ويصل انخفاضها إلى 300 متر (980 قدمًا) فوق مستوى سطح البحر. وبسبب أعمال البناء الثقيلة، أصبحت النباتات الفريدة في المنطقة معرضة للخطر. إلى الشمال الشرقي من المدينة (شمال حي نيفيه مناحيم) توجد سهول اللوس وأشرطة الأنهار الجافة.

### المناخ
المناخ السائد في بئر السبع (وفق تصنيف كوبن) هو مناخ شبه جاف، حار وجاف، مع تأثيرات مناخ البحر الأبيض المتوسط. يظهر التأثير الصحراوي من خلال الفروقات الكبيرة في درجات الحرارة بين النهار والليل، وبين الصيف والشتاء. فصل الصيف حار وجاف، أما الشتاء فبارد نسبيًا وتتساقط فيه الأمطار. الأمطار خلال فصل الصيف نادرة جدًا، وحتى في الشتاء هي قليلة مقارنة بمتوسط كميات الأمطار في دولة إسرائيل: نحو 204 ملم خلال 41 يومًا ممطرًا، في المتوسط، وأما الثلوج فهي نادرة أيضًا، وفي 20 فبراير من عام 2015 تساقطت الثلوج في المدينة لأول في مرّة منذ عام 1992.
تُسَجَّل أكبر الفروقات في درجات الحرارة خلال فصل الشتاء، بين النهار والليل. تتراوح درجات الحرارة المتوسطة في الأشهر من ديسمبر/كانون الأول حتى فبراير/شباط نهارًا حوالي 18 درجة مئوية، بينما تنخفض ليلًا إلى نحو 6 درجات مئوية. أدنى درجة حرارة سُجّلت في بئر السبع وصلت إلى خمس درجات مئوية تحت الصفر، وذلك في 31 كانون الثاني (يناير) 1895. أما أعلى درجة حرارة سُجّلت في المدينة فقد بلغت 46 درجة مئوية، في 13 حزيران (يونيو) 1933.
وتتسم الفترات الانتقالية بظواهر مناخية مثل موجات الحر (الشَّرقيّة)، والرياح القوية، والعواصف الرملية التي تسبب الغبار الكثيف.
| البيانات المناخية لـبئر السبع         | البيانات المناخية لـبئر السبع | البيانات المناخية لـبئر السبع | البيانات المناخية لـبئر السبع | البيانات المناخية لـبئر السبع | البيانات المناخية لـبئر السبع | البيانات المناخية لـبئر السبع | البيانات المناخية لـبئر السبع | البيانات المناخية لـبئر السبع | البيانات المناخية لـبئر السبع | البيانات المناخية لـبئر السبع | البيانات المناخية لـبئر السبع | البيانات المناخية لـبئر السبع | البيانات المناخية لـبئر السبع |
| الشهر                                 | يناير                         | فبراير                        | مارس                          | أبريل                         | مايو                          | يونيو                         | يوليو                         | أغسطس                         | سبتمبر                        | أكتوبر                        | نوفمبر                        | ديسمبر                        | المعدل السنوي                 |
| ------------------------------------- | ----------------------------- | ----------------------------- | ----------------------------- | ----------------------------- | ----------------------------- | ----------------------------- | ----------------------------- | ----------------------------- | ----------------------------- | ----------------------------- | ----------------------------- | ----------------------------- | ----------------------------- |
| الدرجة القصوى °م (°ف)                 | 28.4 (83.1)                   | 31.8 (89.2)                   | 35.5 (95.9)                   | 40.9 (105.6)                  | 41.2 (106.2)                  | 43.6 (110.5)                  | 45.5 (113.9)                  | 44.3 (111.7)                  | 41.8 (107.2)                  | 39.6 (103.3)                  | 34.1 (93.4)                   | 31.4 (88.5)                   | 45.5 (113.9)                  |
| متوسط درجة الحرارة الكبرى °م (°ف)     | 15.7 (60.3)                   | 18.5 (65.3)                   | 21.1 (70.0)                   | 26.8 (80.2)                   | 29.4 (84.9)                   | 31.3 (88.3)                   | 33.7 (92.7)                   | 32.8 (91.0)                   | 29.6 (85.3)                   | 25.5 (77.9)                   | 20.2 (68.4)                   | 18.1 (64.6)                   | 25.7 (78.3)                   |
| متوسط درجة الحرارة الصغرى °م (°ف)     | 6.5 (43.7)                    | 8.6 (47.5)                    | 11.3 (52.3)                   | 14.8 (58.6)                   | 15.4 (59.7)                   | 18.8 (65.8)                   | 21.5 (70.7)                   | 20.9 (69.6)                   | 18.5 (65.3)                   | 14.7 (58.5)                   | 12.6 (54.7)                   | 8.9 (48.0)                    | 14.2 (57.6)                   |
| أدنى درجة حرارة °م (°ف)               | −5.3 (22.5)                   | −0.5 (31.1)                   | 3.4 (38.1)                    | 6.6 (43.9)                    | 9.2 (48.6)                    | 12.6 (54.7)                   | 15.8 (60.4)                   | 15.6 (60.1)                   | 12.1 (53.8)                   | 6.2 (43.2)                    | 2.4 (36.3)                    | −2.1 (28.2)                   | −5 (23)                       |
| الهطول مم (إنش)                       | 49.6 (1.95)                   | 38.4 (1.51)                   | 25.7 (1.01)                   | 12.9 (0.51)                   | 2.7 (0.11)                    | 0 (0)                         | 0 (0)                         | 0 (0)                         | 1.4 (0.06)                    | 15.8 (0.62)                   | 29.7 (1.17)                   | 41.9 (1.65)                   | 204.1 (8.04)                  |
| متوسط أيام هطول الأمطار               | 9.2                           | 7.3                           | 5.4                           | 1.6                           | 0.8                           | 0                             | 0                             | 0                             | 0.3                           | 2.4                           | 5.6                           | 7.5                           | 41                            |
| متوسط الرطوبة النسبية (%)             | 50                            | 48                            | 44                            | 35                            | 34                            | 36                            | 38                            | 41                            | 43                            | 42                            | 42                            | 48                            | 42                            |
| المصدر: Israel Meteorological Service |                               |                               |                               |                               |                               |                               |                               |                               |                               |                               |                               |                               |                               |

## السكان
وفق بيانات دائرة الإحصاء المركزية الإسرائيلية، بلغ عدد سكان بئر السبع في بداية عام 2020 نحو 209,687 نسمة. أما حسب معطيات بلدية المدينة، فقد تجاوز عدد السكان في عام 2020 مئتين وعشرين ألف (220,000 ألف) نسمة. وإلى جانب السكان الدائمين، يقيم في المدينة عدد كبير من الطلاب الجامعيين.
حتى عام 2019، احتلت بئر السبع المرتبة الثامنة بين مدن إسرائيل من حيث عدد السكان.
في عام 2018، شكّل اليهود نسبة 86.9% من سكان المدينة، بينما شكّل المسلمون والمسيحيون أقل من 3%. وبلغ معدل النمو الطبيعي للسكان 0.7%. كما أن أكثر من 25.6% من السكان هم من المهاجرين الروس الجُدد الذين قدموا بعد عام 1990، وكانت المدينة إحدى المراكز التي استقر فيها مهاجرون من دول الاتحاد السوفيتي السابق، حيث شكّلوا عام 2014 حوالي 25% من السكان. يقطن في المدينة أشخاص قدموا من 73 دولة مختلفة.
بلغت نسبة الحاصلين على شهادة الثانوية العامة (بچروت) 76.6% من خريجي المدارس، في حين أن 26.7% من السكان يحملون شهادة تعليم عالٍ. وبلغ متوسط الأجر الشهري عام 2017 نحو 8932 شيكلًا، بينما بلغ عام 2019 قرابة 8347 شيكلًا، مقارنة بمتوسط الأجور القُطري البالغ 9745 شيكلًا.
بحسب بيانات عام 2020، كانت بئر السبع المدينة التي تضم أعلى نسبة من السكان المنخرطين في العمل التطوعي بين المدن التي يزيد عدد سكانها عن 200 ألف نسمة، بنسبة 25.8%. كما أظهرت استطلاعات عام 2020 أن المدينة جاءت في المرتبة الأولى على مستوى الدولة من حيث نسبة السكان الراضين عن دخلهم (بنسبة 77.4%)، وكذلك عن التوازن بين العمل والحياة (بنسبة 83.4%).
ووفقًا للخطة العامة لتطوير المدينة، يُتوقع أن يصل عدد سكان بئر السبع إلى 340 ألف نسمة بحلول عام 2030.

## معرض صور

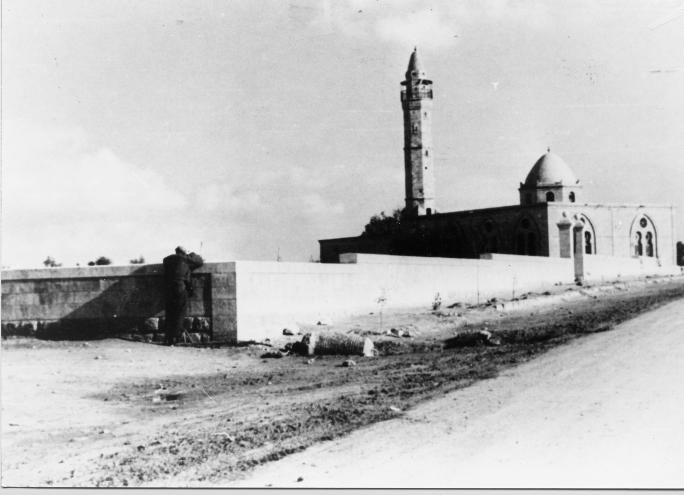
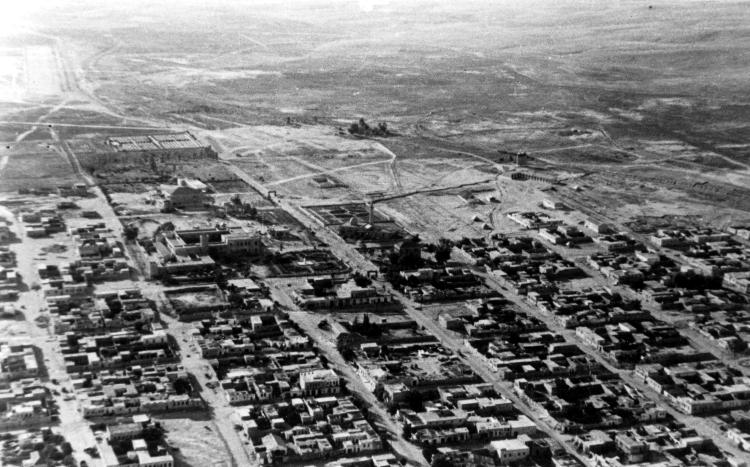
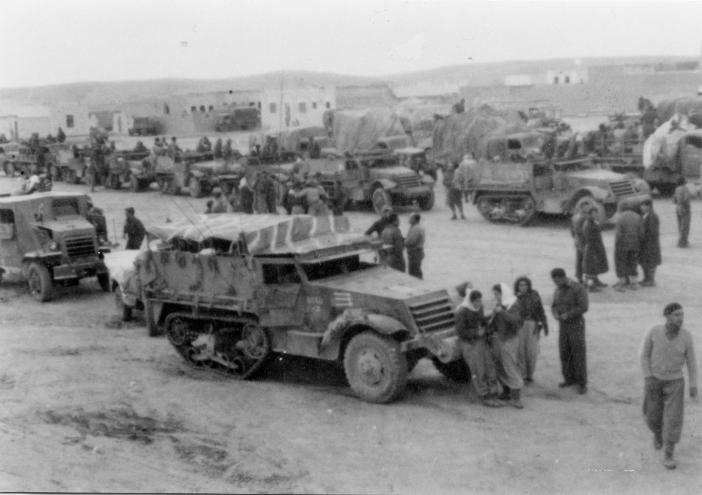
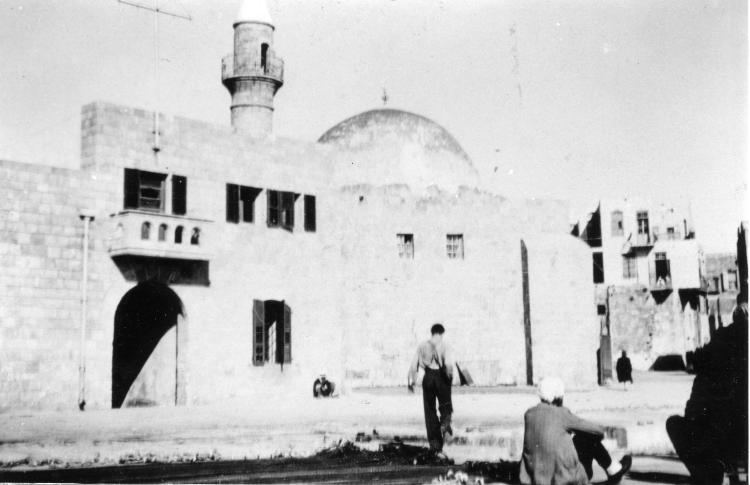
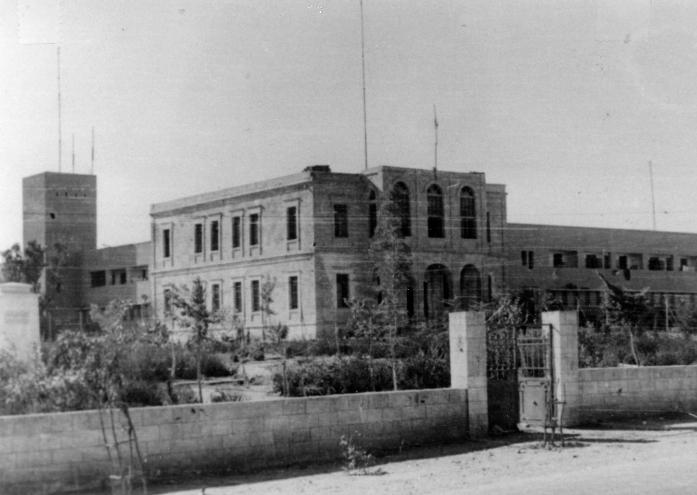
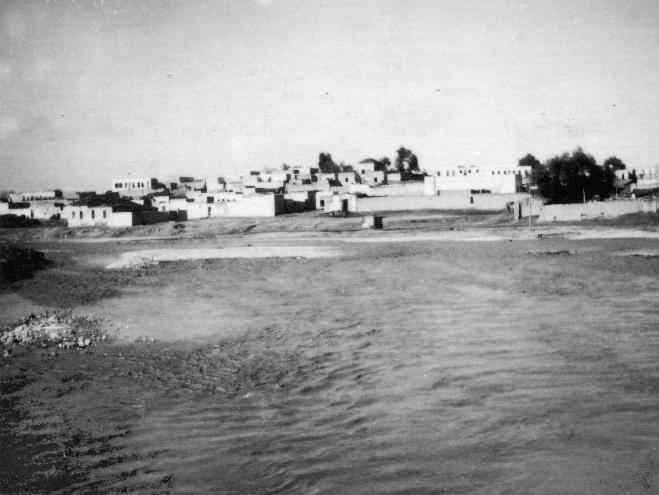